# Blattella lecordieri
Blattella lecordieri är en kackerlacksart som först beskrevs av Karlis Princis 1971.  Blattella lecordieri ingår i släktet Blattella och familjen småkackerlackor. Inga underarter finns listade.